# Lách tách đầu đốm
Lách tách đầu đốm (danh pháp hai phần: Alcippe castaneceps) là một loài chim thuộc Họ Khướu. Lách tách cánh hung phân bố ở Nam Á và Đông Nam Á, Trung Quốc.
Loài này phổ biến ở các khu rừng trên núi thường xanh trên 1200 m trên mực nước biển, thường kiếm ăn các thân cây thẳng đứng.